# Rogier van Andria
Rogier van Andria of Ruggero di Andria (overleden 1190) was een Siciliaans legeraanvoerder. Hij beweerde een achterkleinzoon te zijn van Drogo van Hauteville, graaf van Andria, hij behoorde de hoge aristocratie en had veel invloed, vooral in Apulië.

## In dienst van koning Willem II van Sicilië
Rogier bracht het van opperrechter tot constable. Samen met de aartsbisschop van Salerno, Romuald Guarna, werd hij in 1177 door koning Willem II van Sicilië als onderhandelaar uitgestuurd bij de Vrede van Venetië.

## Tegen de kandidatuur van Tancred van Lecce
Toen koning Willem in 1189 plots kinderloos stierf, waren er twee mogelijke familiekandidaten. De ene clan, onder leiding van Rogier van Andria, koos voor de tante van Willem, Constance; de andere partij, onder leiding van Matthew van Ajello koos voor de neef van Willem, Tancred van Lecce. De tante van de overleden koning was getrouwd met de toekomstige keizer Hendrik VI; zijn neef was een bastaardzoon van de broer van Constance, Rogier III van Apulië. Constance bracht de mogelijke hereniging van Italië met zich mee onder Duits suzereiniteit. 
De Sicilianen hadden het minst vertrouwen in de Duitse invloed en kozen voor Tancred. Hendrik VI stuurde zijn rijksmaarschalk Hendrik van Kalden als steun om Tancred van de troon te stoten. De opmars verliep moeizaam en bij het horen van het overlijden van keizer Frederik I Barbarossa in juni 1190, keerde Hendrik van Kalden naar Duitsland terug. Rogier van Andria stond er nu alleen voor. Tegenover hem stond Richard van Acerra, de broer van de nieuwe koningin Sibylla van Acerra. Richard nodigde Rogier uit om te onderhandelen. Rogier liep in de val, werd gevangengenomen en geëxecuteerd.